# Élections législatives de 1958 dans les Bouches-du-Rhône
Les élections législatives françaises de 1958 se déroulent les 23 et 30 novembre 1958. Dans le département des Bouches-du-Rhône, onze députés sont à élire dans le cadre de onze circonscriptions.

## Élus
| Circonscription | Député élu                 | Parti | Parti   |
| --------------- | -------------------------- | ----- | ------- |
| 1re             | Henry Bergasse             |       | CNIP    |
| 2e              | Jean Fraissinet            |       | Modérés |
| 3e              | Charles Colonna d'Anfriani |       | CNIP    |
| 4e              | François Billoux           |       | PCF     |
| 5e              | Francis Ripert             |       | CNIP    |
| 6e              | Francis Leenhardt          |       | SFIO    |
| 7e              | Paul Cermolacce            |       | PCF     |
| 8e              | Pascal Marchetti           |       | UNR     |
| 9e              | René Hostache              |       | UNR     |
| 10e             | Denis Padovani             |       | SFIO    |
| 11e             | Charles Privat             |       | SFIO    |

## Système électoral
Pour la première fois depuis 1936, les élections législatives ont lieu au scrutin uninominal majoritaire à deux tours dans des circonscriptions uninominales.
Est élu au premier tour le candidat qui réunit la majorité absolue des suffrages exprimés et un nombre de voix au moins égal au quart (25 %) des électeurs inscrits dans la circonscription. Si aucun des candidats ne satisfait ces conditions, un second tour est organisé entre les candidats ayant réuni un nombre de voix au moins égal à 5 % des suffrages exprimés. Au second tour, le candidat arrivé en tête est déclaré élu.
Le seuil de qualification, basé sur un pourcentage relativement faible des suffrages exprimés, tend à faciliter l'accès au second tour de plus de deux candidats. Les candidats en lice au second tour peuvent ainsi fréquemment être trois, un cas de figure appelé « triangulaire ». Lorsque quatre candidats s'affrontent au second tour, on parle de « quadrangulaire ».

## Résultats

### Résultats à l'échelle du département
| Parti          | Parti                                            | Premier tour | Premier tour | Second tour | Second tour | Sièges |
| Parti          | Parti                                            | Voix         | %            | Voix        | %           | Sièges |
| -------------- | ------------------------------------------------ | ------------ | ------------ | ----------- | ----------- | ------ |
|                | Union pour la nouvelle République                | 61 929       | 13,07        | 92 036      | 18,97       | 2      |
|                | Centre national des indépendants et paysans      | 60 675       | 12,81        | 59 965      | 12,36       | 3      |
|                | Modérés                                          | 19 082       | 4,03         | 24 149      | 4,98        | 1      |
|                | Droite parlementaire                             | 141 686      | 29,91        | 176 150     | 36,31       | 6      |
|                |                                                  |              |              |             |             |        |
|                | Section française de l'Internationale ouvrière   | 142 124      | 30,00        | 166 912     | 34,40       | 3      |
|                | Parti communiste français                        | 127 824      | 26,98        | 134 090     | 27,64       | 2      |
|                | Mouvement républicain populaire                  | 14 669       | 3,10         | Retrait     | Retrait     | 0      |
|                | Centre républicain                               | 18 113       | 3,82         | 8 013       | 1,65        | 0      |
|                | Parti républicain, radical et radical-socialiste | 14 043       | 2,96         | Retrait     | Retrait     | 0      |
|                | Extrême droite                                   | 13 999       | 2,95         | Retrait     | Retrait     | 0      |
|                | Union des forces démocratiques                   | 1 309        | 0,28         |             |             | 0      |
|                |                                                  |              |              |             |             |        |
| Inscrits       | Inscrits                                         | 660 964      | 100,00       | 660 869     | 100,00      | 11     |
| Abstentions    | Abstentions                                      | 176 752      | 26,74        | 167 700     | 25,38       |        |
| Votants        | Votants                                          | 484 212      | 73,26        | 493 169     | 74,62       |        |
| Blancs et nuls | Blancs et nuls                                   | 10 445       | 2,16         | 8 004       | 1,62        |        |
| Exprimés       | Exprimés                                         | 473 767      | 97,84        | 485 165     | 98,38       |        |

### Résultats par circonscription

#### Première circonscription
| Candidat       | Candidat           | Parti          | Premier tour | Premier tour | Second tour | Second tour |  |
| Candidat       | Candidat           | Parti          | Voix         | %            | Voix        | %           |  |
| -------------- | ------------------ | -------------- | ------------ | ------------ | ----------- | ----------- |  |
|                | Henry Bergasse élu | CNIP           | 14 315       | 39,12        | 22 195      | 62,64       |  |
|                | Jean Baillon       | UNR            | 9 379        | 25,63        | Retrait     | Retrait     |  |
|                | Auguste Novel      | SFIO           | 6 748        | 18,44        | 7 928       | 22,38       |  |
|                | Marcelle Bouvet    | PCF            | 5 123        | 14           | 5 309       | 14,98       |  |
|                | Roger Magne        | UFF            | 1 024        | 2,8          |             |             |  |
|                |                    |                |              |              |             |             |  |
| Inscrits       | Inscrits           | Inscrits       | 53 991       | 100,00       | 54 490      | 100,00      |  |
| Abstentions    | Abstentions        | Abstentions    | 16 549       | 30,65        | 18 219      | 33,44       |  |
| Votants        | Votants            | Votants        | 37 442       | 69,35        | 36 271      | 66,56       |  |
| Blancs et nuls | Blancs et nuls     | Blancs et nuls | 853          | 2,28         | 839         | 2,31        |  |
| Exprimés       | Exprimés           | Exprimés       | 36 589       | 97,72        | 35 432      | 97,69       |  |

#### Deuxième circonscription
| Candidat       | Candidat              | Parti          | Premier tour | Premier tour | Second tour | Second tour |  |
| Candidat       | Candidat              | Parti          | Voix         | %            | Voix        | %           |  |
| -------------- | --------------------- | -------------- | ------------ | ------------ | ----------- | ----------- |  |
|                | Jean Fraissinet élu   | Modérés        | 19 082       | 39,03        | 24 149      | 47,54       |  |
|                | Daniel Matalon        | SFIO           | 13 439       | 27,49        | 16 176      | 31,84       |  |
|                | Georges Lazzarino     | PCF            | 9 856        | 20,16        | 10 475      | 20,62       |  |
|                | Jean-François Filippi | CR             | 4 626        | 9,46         | Retrait     | Retrait     |  |
|                | Marcel Leforestier    | UFD            | 1 309        | 2,68         |             |             |  |
|                | Henri Niederoest      | UFF            | 580          | 1,19         |             |             |  |
|                |                       |                |              |              |             |             |  |
| Inscrits       | Inscrits              | Inscrits       | 67 599       | 100,00       | 67 643      | 100,00      |  |
| Abstentions    | Abstentions           | Abstentions    | 17 770       | 26,29        | 15 851      | 23,43       |  |
| Votants        | Votants               | Votants        | 49 829       | 73,71        | 51 792      | 76,57       |  |
| Blancs et nuls | Blancs et nuls        | Blancs et nuls | 937          | 1,88         | 992         | 1,92        |  |
| Exprimés       | Exprimés              | Exprimés       | 48 892       | 98,12        | 50 800      | 98,08       |  |

#### Troisième circonscription
| Candidat       | Candidat                       | Parti          | Premier tour | Premier tour | Second tour | Second tour |  |
| Candidat       | Candidat                       | Parti          | Voix         | %            | Voix        | %           |  |
| -------------- | ------------------------------ | -------------- | ------------ | ------------ | ----------- | ----------- |  |
|                | Antoine Andrieux               | SFIO           | 10 441       | 25,52        | 13 193      | 31,58       |  |
|                | Louis Gazagnaire               | PCF            | 9 883        | 24,15        | 10 762      | 25,76       |  |
|                | Charles Colonna d'Anfriani élu | CNIP           | 6 963        | 17,02        | 14 353      | 34,36       |  |
|                | Hugues-Paul Tatilon            | CR             | 5 803        | 14,18        | 3 465       | 8,29        |  |
|                | Pierre Milani                  | Radsoc         | 4 963        | 12,13        | Retrait     | Retrait     |  |
|                | Alexis Pelat                   | UFF            | 2 499        | 6,11         | Retrait     | Retrait     |  |
|                | Nicolas Renucci                | UFF            | 364          | 0,89         |             |             |  |
|                |                                |                |              |              |             |             |  |
| Inscrits       | Inscrits                       | Inscrits       | 62 034       | 100,00       | 61 034      | 100,00      |  |
| Abstentions    | Abstentions                    | Abstentions    | 20 106       | 32,41        | 18 586      | 30,45       |  |
| Votants        | Votants                        | Votants        | 41 928       | 67,59        | 42 448      | 69,55       |  |
| Blancs et nuls | Blancs et nuls                 | Blancs et nuls | 1 012        | 2,41         | 675         | 1,59        |  |
| Exprimés       | Exprimés                       | Exprimés       | 40 916       | 97,59        | 41 773      | 98,41       |  |

#### Quatrième circonscription
| Candidat       | Candidat             | Parti          | Premier tour | Premier tour | Second tour | Second tour |  |
| Candidat       | Candidat             | Parti          | Voix         | %            | Voix        | %           |  |
| -------------- | -------------------- | -------------- | ------------ | ------------ | ----------- | ----------- |  |
|                | François Billoux élu | PCF            | 18 227       | 47,05        | 19 288      | 48,48       |  |
|                | Robert Tarrazi       | SFIO           | 10 854       | 28,02        | 15 953      | 40,09       |  |
|                | Henri Birri          | CR             | 3 100        | 8            | 4 548       | 11,43       |  |
|                | Jean-Paul Lacassin   | MRP            | 2 328        | 6,01         | Retrait     | Retrait     |  |
|                | Maurice Gastal       | UNR            | 2 063        | 5,33         | Retrait     | Retrait     |  |
|                | Gérard Dubost        | Radcent        | 1 696        | 4,38         |             |             |  |
|                | Albert Constant      | UFF            | 469          | 1,21         |             |             |  |
|                |                      |                |              |              |             |             |  |
| Inscrits       | Inscrits             | Inscrits       | 55 953       | 100,00       | 55 959      | 100,00      |  |
| Abstentions    | Abstentions          | Abstentions    | 16 527       | 29,54        | 15 618      | 27,91       |  |
| Votants        | Votants              | Votants        | 39 426       | 70,46        | 40 341      | 72,09       |  |
| Blancs et nuls | Blancs et nuls       | Blancs et nuls | 689          | 1,75         | 552         | 1,37        |  |
| Exprimés       | Exprimés             | Exprimés       | 38 737       | 98,25        | 39 789      | 98,63       |  |

#### Cinquième circonscription
| Candidat       | Candidat           | Parti          | Premier tour | Premier tour | Second tour | Second tour |  |
| Candidat       | Candidat           | Parti          | Voix         | %            | Voix        | %           |  |
| -------------- | ------------------ | -------------- | ------------ | ------------ | ----------- | ----------- |  |
|                | Marius Massias     | SFIO           | 11 329       | 30,78        | 12 761      | 32,88       |  |
|                | Francis Ripert élu | CNIP           | 10 390       | 28,23        | 15 375      | 39,61       |  |
|                | Yvonne Estachy     | PCF            | 9 980        | 27,12        | 10 678      | 27,51       |  |
|                | Alexandre Chazeaux | MRP            | 3 286        | 8,93         | Retrait     | Retrait     |  |
|                | Louis Massonnat    | Radcent        | 1 103        | 3            |             |             |  |
|                | Félix Michel       | UFF            | 713          | 1,94         |             |             |  |
|                |                    |                |              |              |             |             |  |
| Inscrits       | Inscrits           | Inscrits       | 53 292       | 100,00       | 53 719      | 100,00      |  |
| Abstentions    | Abstentions        | Abstentions    | 15 465       | 29,02        | 14 169      | 26,38       |  |
| Votants        | Votants            | Votants        | 37 827       | 70,98        | 39 550      | 73,62       |  |
| Blancs et nuls | Blancs et nuls     | Blancs et nuls | 1 026        | 2,71         | 736         | 1,86        |  |
| Exprimés       | Exprimés           | Exprimés       | 36 801       | 97,29        | 38 814      | 98,14       |  |

#### Sixième circonscription
| Candidat       | Candidat              | Parti          | Premier tour | Premier tour | Second tour | Second tour |  |
| Candidat       | Candidat              | Parti          | Voix         | %            | Voix        | %           |  |
| -------------- | --------------------- | -------------- | ------------ | ------------ | ----------- | ----------- |  |
|                | Francis Leenhardt élu | SFIO           | 13 429       | 36,24        | 15 221      | 39,64       |  |
|                | Pierre Doize          | PCF            | 11 827       | 31,92        | 12 491      | 32,53       |  |
|                | Raoul Légier          | CNIP           | 7 018        | 18,94        | 8 042       | 20,94       |  |
|                | Jules Muracciole      | UNR            | 4 011        | 10,82        | 2 644       | 6,89        |  |
|                | Raymond Boulet        | UFF            | 772          | 2,08         |             |             |  |
|                |                       |                |              |              |             |             |  |
| Inscrits       | Inscrits              | Inscrits       | 50 802       | 100,00       | 50 608      | 100,00      |  |
| Abstentions    | Abstentions           | Abstentions    | 12 746       | 25,09        | 11 498      | 22,72       |  |
| Votants        | Votants               | Votants        | 38 056       | 74,91        | 39 110      | 77,28       |  |
| Blancs et nuls | Blancs et nuls        | Blancs et nuls | 999          | 2,63         | 712         | 1,82        |  |
| Exprimés       | Exprimés              | Exprimés       | 37 057       | 97,37        | 38 398      | 98,18       |  |

#### Septième circonscription
| Candidat       | Candidat                | Parti          | Premier tour | Premier tour | Second tour | Second tour |  |
| Candidat       | Candidat                | Parti          | Voix         | %            | Voix        | %           |  |
| -------------- | ----------------------- | -------------- | ------------ | ------------ | ----------- | ----------- |  |
|                | Paul Cermolacce élu     | PCF            | 13 269       | 36,44        | 14 266      | 38,22       |  |
|                | Dominique Tramoni       | SFIO           | 9 968        | 27,38        | 12 177      | 32,62       |  |
|                | Joseph Barbier          | UNR            | 7 987        | 21,94        | 10 887      | 29,16       |  |
|                | Pierre Marquand-Gairard | CR             | 4 584        | 12,59        | Retrait     | Retrait     |  |
|                | Joseph Benetti          | UFF            | 604          | 1,66         |             |             |  |
|                |                         |                |              |              |             |             |  |
| Inscrits       | Inscrits                | Inscrits       | 53 313       | 100,00       | 53 260      | 100,00      |  |
| Abstentions    | Abstentions             | Abstentions    | 16 051       | 30,11        | 15 379      | 28,88       |  |
| Votants        | Votants                 | Votants        | 37 262       | 69,89        | 37 881      | 71,12       |  |
| Blancs et nuls | Blancs et nuls          | Blancs et nuls | 850          | 2,28         | 551         | 1,45        |  |
| Exprimés       | Exprimés                | Exprimés       | 36 412       | 97,72        | 37 330      | 98,55       |  |

#### Huitième circonscription
| Candidat       | Candidat             | Parti          | Premier tour | Premier tour | Second tour | Second tour |  |
| Candidat       | Candidat             | Parti          | Voix         | %            | Voix        | %           |  |
| -------------- | -------------------- | -------------- | ------------ | ------------ | ----------- | ----------- |  |
|                | Gaston Defferre      | SFIO           | 18 306       | 39,02        | 18 535      | 38,53       |  |
|                | Marcel Guizard       | PCF            | 11 235       | 23,95        | 10 825      | 22,5        |  |
|                | Pascal Marchetti élu | UNR            | 8 953        | 19,08        | 18 749      | 38,97       |  |
|                | Henry Moreau         | Extrême droite | 3 847        | 8,2          | Retrait     | Retrait     |  |
|                | Édouard Devictor     | MRP            | 2 383        | 5,08         | Retrait     | Retrait     |  |
|                | Roger Ceris          | CNIP           | 1 696        | 3,61         |             |             |  |
|                | Jacques Loock        | UFF            | 499          | 1,06         |             |             |  |
|                |                      |                |              |              |             |             |  |
| Inscrits       | Inscrits             | Inscrits       | 63 843       | 100,00       | 63 915      | 100,00      |  |
| Abstentions    | Abstentions          | Abstentions    | 15 939       | 24,97        | 15 141      | 23,69       |  |
| Votants        | Votants              | Votants        | 47 904       | 75,03        | 48 774      | 76,31       |  |
| Blancs et nuls | Blancs et nuls       | Blancs et nuls | 985          | 2,06         | 665         | 1,36        |  |
| Exprimés       | Exprimés             | Exprimés       | 46 919       | 97,94        | 48 109      | 98,64       |  |

#### Neuvième circonscription (Aix-en-Provence)
| Candidat       | Candidat          | Parti          | Premier tour | Premier tour | Second tour | Second tour |  |
| Candidat       | Candidat          | Parti          | Voix         | %            | Voix        | %           |  |
| -------------- | ----------------- | -------------- | ------------ | ------------ | ----------- | ----------- |  |
|                | René Hostache élu | UNR            | 12 031       | 25,57        | 25 276      | 52,87       |  |
|                | Maximin Juvénal   | SFIO           | 10 681       | 22,7         | 13 052      | 27,3        |  |
|                | Pascal Fieschi    | PCF            | 9 082        | 19,3         | 9 478       | 19,83       |  |
|                | Henry Mouret      | CNIP           | 8 981        | 19,09        | Retrait     | Retrait     |  |
|                | Léon Martinaud    | Radcent        | 6 281        | 13,35        | Retrait     | Retrait     |  |
|                |                   |                |              |              |             |             |  |
| Inscrits       | Inscrits          | Inscrits       | 61 865       | 100,00       | 61 927      | 100,00      |  |
| Abstentions    | Abstentions       | Abstentions    | 13 696       | 22,14        | 13 238      | 21,38       |  |
| Votants        | Votants           | Votants        | 48 169       | 77,86        | 48 689      | 78,62       |  |
| Blancs et nuls | Blancs et nuls    | Blancs et nuls | 1 113        | 2,31         | 883         | 1,81        |  |
| Exprimés       | Exprimés          | Exprimés       | 47 056       | 97,69        | 47 806      | 98,19       |  |

#### Dixième circonscription (Salon-de-Provence)
| Candidat       | Candidat           | Parti          | Premier tour | Premier tour | Second tour | Second tour |  |
| Candidat       | Candidat           | Parti          | Voix         | %            | Voix        | %           |  |
| -------------- | ------------------ | -------------- | ------------ | ------------ | ----------- | ----------- |  |
|                | Denis Padovani élu | SFIO           | 17 208       | 31,5         | 21 071      | 37,55       |  |
|                | Lucien Lambert     | PCF            | 16 002       | 29,29        | 17 096      | 30,46       |  |
|                | Étienne Arvanitis  | UNR            | 7 868        | 14,4         | 17 951      | 31,99       |  |
|                | Laurens Deleuil    | CNIP           | 6 881        | 12,6         | Retrait     | Retrait     |  |
|                | Jean Francou       | MRP            | 6 672        | 12,21        | Retrait     | Retrait     |  |
|                |                    |                |              |              |             |             |  |
| Inscrits       | Inscrits           | Inscrits       | 73 180       | 100,00       | 73 241      | 100,00      |  |
| Abstentions    | Abstentions        | Abstentions    | 17 465       | 23,87        | 16 317      | 22,28       |  |
| Votants        | Votants            | Votants        | 55 715       | 76,13        | 56 924      | 77,72       |  |
| Blancs et nuls | Blancs et nuls     | Blancs et nuls | 1 084        | 1,95         | 806         | 1,42        |  |
| Exprimés       | Exprimés           | Exprimés       | 54 631       | 98,05        | 56 118      | 98,58       |  |

#### Onzième circonscription (Arles)
| Candidat       | Candidat           | Parti          | Premier tour | Premier tour | Second tour | Second tour |  |
| Candidat       | Candidat           | Parti          | Voix         | %            | Voix        | %           |  |
| -------------- | ------------------ | -------------- | ------------ | ------------ | ----------- | ----------- |  |
|                | Charles Privat élu | SFIO           | 19 721       | 39,63        | 20 845      | 41,04       |  |
|                | Adrien Mouton      | PCF            | 13 340       | 26,81        | 13 422      | 26,42       |  |
|                | Marcel Mézy        | UNR            | 9 637        | 19,37        | 16 529      | 32,54       |  |
|                | Paul Ferréol       | CNIP           | 4 431        | 8,91         | Retrait     | Retrait     |  |
|                | Marius Baryelon    | UFF            | 2 628        | 5,28         | Retrait     | Retrait     |  |
|                |                    |                |              |              |             |             |  |
| Inscrits       | Inscrits           | Inscrits       | 65 092       | 100,00       | 65 073      | 100,00      |  |
| Abstentions    | Abstentions        | Abstentions    | 14 438       | 22,18        | 13 684      | 21,03       |  |
| Votants        | Votants            | Votants        | 50 654       | 77,82        | 51 389      | 78,97       |  |
| Blancs et nuls | Blancs et nuls     | Blancs et nuls | 897          | 1,77         | 593         | 1,15        |  |
| Exprimés       | Exprimés           | Exprimés       | 49 757       | 98,23        | 50 796      | 98,85       |  |